# Temporada 1965-1966 del FC Barcelona
Les dades més destacades de la temporada 1965-1966 del Futbol Club Barcelona són les següents:

## 1966

### Març
- 23 març - Copa de Fires. Quarts de Final. Tornada. El Barça torna a imposar-se per la mínima a l'Espanyol (0-1) i elimina als blanc-i-blaus amb un gol de Vidal en començar la segona part.
- 16 març - Copa de Fires. Quarts de Final. Anada. El Barça s'imposa a l'Espanyol (1-0) amb un solitari gol de Benítez en el primer derbi europeu de la història. El Camp Nou aplega 60.000 espectadors

## 1965

### Octubre
- 6 octubre - Copa de Fires. Trenta-dosens de final. Tornada. Golejada blaugrana sense pal·liatius (7-1) davant el DOS Utrecht en una nit inspiradíssima de l'ariet Zaldúa que fa cinc gols. Els altres dos són de Vergés i Pereda.

### Setembre
- 16 setembre - Copa de Fires. Trenta-dosens de final. Anada. Empat sense gols del Barça amb el DOS Utrecht (0-0) en partit jugat a terres holandeses

### Agost
- 25 agost - Amistós entre el Barça i el campió d'Europa Inter de Milà amb victòria blaugrana (4-1) sobre l'equip d'H.H. El públic esbronca continuadament a Luis Suàrez, que finalment opta per abandonar el terreny de joc i dedica una explícita botifarra als espectadors

### Juliol
- 1 juliol - El president Llaudet fa públic el fitxatge de Lucien Müller, migcampista francès procedent del Reial Madrid, que signa per tres temporades.

## Plantilla[1][2]
| Porters - Salvador Sadurní - José Manuel Pesudo - Miguel Reina | Defenses - Ferran Olivella - Foncho - Julio César Benítez - Eladi Silvestre - Sígfrid Gràcia - Gallego - Rodri | Centrecampistes - Martí Vergés - Josep Maria Fusté - Antoni Torres - Ramon Montesinos - Joan Torrent - Enric Gensana | Davanters - Jesús Pereda - Pedro Zaballa - José Antonio Zaldúa - Cayetano Re - Juan Seminario - Lluís Vidal - Joaquim Rifé - Vicente González - Lluís Pujol - Lucien Muller - Serafín - Sandor Kocsis - Carles Rexach (filial) - Pere Mas (filial) |

## Classificació
- Lliga d'Espanya: Tercera posició amb 38 punts (30 partits, 16 victòries, 6 empats, 8 derrotes, 51 gols a favor i 27 en contra).
- Copa d'Espanya: Semifinalista. Eliminà el Santander, RCD Mallorca i Elx CF, però fou derrotat pel Reial Saragossa.
- Copa de les Ciutats en Fires: Campió.

## Resultats
| PARTITS |
| --- |
| 21-08-65. AMISTÓS LLEIDA-BARCELONA 1-3 25-08-65. AMISTÓS BARCELONA-INTER MILAN 4-1 28-08-65. AMISTÓS CASTELLON-BARCELONA 0-4 01-09-65. AMISTÓS TARRAGONA-BARCELONA 1-2 05-09-65. LLIGA BARCELONA-MALLORCA 3-1 12-09-65. LLIGA SABADELL-BARCELONA 1-3 15-09-65. AMISTÓS SARAGOSSA-BARCELONA 0-3 16-09-65. COPA DE FIRES UTRECHT-BARCELONA 0-0 19-09-65. LLIGA BARCELONA-BETIS 4-1 23-09-65. AMISTÓS CALELLA-BARCELONA 2-1 26-09-65. LLIGA PONTEVEDRA-BARCELONA 2-0 03-10-65. LLIGA BARCELONA-VALENCIA 1-2 06-10-65. COPA DE FIRES BARCELONA-D.O.S. UTRECHT 7-1 10-10-65. LLIGA CORDOBA-BARCELONA 0-0 17-10-65. LLIGA BARCELONA-ATLETICO MADRID 1-4 28-10-65. AMISTÓS BARCELONA-L,HOSPITALET 10-3 31-10-65. LLIGA ESPANYOL-BARCELONA 1-1 01-11-65. AMISTÓS TORTOSA-BARCELONA 1-4 07-11-65. AMISTÓS BARCELONA-BOLONIA 1-0 09-11-65. AMISTÓS BALAGUER-BARCELONA 4-9 14-11-65. LLIGA BARCELONA-ZARAGOZA 0-1 17-11-65. COPA DE FIRES ROYAL AMBERES-BARCELONA 2-1 21-11-65. LLIGA ELCHE-BARCELONA 1-0 28-11-65. LLIGA BARCELONA-SEVILLA 3-0 01-12-65. COPA DE FIRES BARCELONA-ROYAL AMBERS 2-0 05-12-65. LLIGA MALAGA-BARCELONA 1-0 12-12-65. LLIGA BARCELONA-ATHLETIC BILBAO 1-0 19-12-65. LLIGA REAL MADRID-BARCELONA 1-3 26-12-65. LLIGA BARCELONA-LAS PALMAS 3-2 02-01-66. LLIGA MALLORCA-BARCELONA 1-2 06-01-66. LLIGA BARCELONA-SABADELL 5-0 09-01-66. LLIGA BETIS-BARCELONA 0-0 16-01-66. LLIGA BARCELONA-PONTEVEDRA 3-0 23-01-66. LLIGA VALENCIA-BARCELONA 0-2 30-01-66. LLIGA BARCELONA-CORDOBA 3-1 02-02-66. COPA DE FIRES HANNOVER-BARCELONA 2-1 02-02-66. AMISTÓS GIMNASTIC-BARCELONA 1-1 06-02-66. LLIGA ATLETICO MADRID-BARCELONA 0-1 12-02-66. LLIGA BARCELONA-ESPANYOL 4-2 16-02-66. COPA DE FIRES BARCELONA-HANNOVER 96 1-0 20-02-66. LLIGA ZARAGOZA-BARCELONA 0-0 26-02-66. LLIGA BARCELONA-ELCHE 0-0 02-03-66. COPA DE FIRES HANNOVER 96-BARCELONA 1-1 llancement duna moneda 06-03-66. LLIGA SEVILLA-BARCELONA 1-1 13-03-66. LLIGA BARCELONA-MALAGA 4-0 16-03-66. COPA DE FERIAS BARCELONA-ESPANYOL 1-0 20-03-66. LLIGA ATHLETIC BILBAO-BARCELONA 1-0 23-03-66. COPA DE FIRES ESPANYOL-BARCELONA 0-1 27-03-66. LLIGA BARCELONA-REAL MADRID 2-1 03-04-66. LLIGA LAS PALMAS-BARCELONA 2-1 10-04-66. COPA GENERALISIMO RACING SANTANDER-BARCELONA 0-2 16-04-66. COPA GENERALISIMO BARCELONA-RACING SANTANDER 8-0 24-04-66. COPA GENERALISIMO MALLORCA-BARCELONA 2-0 27-04-66. COPA DE FIRES BARCELONA-CHELSEA 2-0 29-04-66. AMISTÓS BALAGUER-BARCELONA 1-5 01-05-66. COPA GENERALISIMO BARCELONA-MALLORCA 5-1 05-05-66. AMISTÓS FIGUERES-BARCELONA 1-2 08-05-66. COPA GENERALISIMO BARCELONA-ELCHE 1-0 10-05-66. COPA PRESIDENT BALAGUER-BARCELONA 1-2 11-05-66. COPA DE FIRES CHELSEA-BARCELONA 2-0 14-05-66. COPA PRESIDENT ESPANYOL-BARCELONA 3-3 15-05-66. COPA GENERALISIMO ELCHE-BARCELONA 0-2 19-05-66. COPA GENERALISIMO BARCELONA-ZARAGOZA 2-2 19-05-66. AMISTÓS REUS-BARCELONA 1-3 22-05-66. COPA PRESIDENT BADALONA-BARCELONA 2-1 22-05-66. COPA GENERALISIMO ZARAGOZA-BARCELONA 1-0 25-05-66. COPA DE FIRES BARCELONA-CHELSEA 5-0 28-05-66. COPA PRESIDENT LLEIDA-BARCELONA 1-1 30-05-66. AMISTÓS PUIGREIG-BARCELONA 2-5 30-05-66. AMISTÓS MONTCADA-BARCELONA 3-3 01-06-66. COPA PRESIDENT L,HOSPITALET-BARCELONA 2-4 05-06-66. COPA PRESIDENT BARCELONA-EUROPA 4-2 08-06-66. AMISTÓS BARCELONA-VASCO DE GAMA 1-1 12-06-66. AMISTÓS BALAGUER-BARCELONA 2-7 12-06-66. AMISTÓS ATHLETIC BILBAO-BARCELONA 1-1 15-06-66. COPA PRESIDENT BARCELONA-ESPANYOL 6-1 18-06-66. COPA PRESIDENT SABADELL-BARCELONA 4-3 22-06-66. COPA PRESIDENT BARCELONA-BADALONA 2-3 24-06-66. AMISTÓS VILANOVA-BARCELONA 0-5 26-06-66. COPA PRESIDENT GIMNASTIC-BARCELONA 0-5 28-06-66. AMISTÓS BARCELONA-URUGUAY 0-1 |